# Ole Kristian Furuseth
Ole Kristian Furuseth, född 7 januari 1967, är en norsk före detta alpin skidåkare. 
Furuseth tog sin första världscupseger 5 mars 1989 och sin sista 19 mars 2000 och är därmed den enda som vunnit en världscuptävling under tre olika årtionden. Totalt har han vunnit nio världscuptävlingar, sex i slalom och tre i storslalom.